# ライン宮中伯
ライン宮中伯（ラインきゅうちゅうはく、独：Pfalzgraf bei Rhein）は、神聖ローマ帝国の諸侯。ドイツ西部のライン地方を支配した宮中伯。また、選帝侯の1人として国王選出権その他の特権を有した。ライン帝領伯とも。また、ライン・プファルツ（ファルツ）伯とも訳され、単にプファルツ（ファルツ）伯（Pfalzgraf）とも呼ばれる（後述）。選帝侯である場合には、プファルツ（ファルツ）選帝侯（Kurfürst von der Pfalz）とも呼ばれる。

## 名称に関して
ライン宮中伯は時代によって、また人によって様々な呼ばれ方をしている。定訳がないのではなく、そもそも定まった名称がない。
恐らく本来の名前はロタリンギア（ロートリンゲン）宮中伯であった。宮中伯は皇帝によって各地に置かれた、いわば大諸侯の監視役である。ロタリンギア宮中伯は10世紀初め頃にライン川沿いのザーリアー家領がビドガウ伯ヴィゲリックという貴族に与えられて始まった。
しかしやがてその支配権は縮小し、ライン川中流域の両岸に限られるようになった。このため、11世紀末頃からはライン宮中伯の名で呼ばれるようになる。
一方、各地に置かれた宮中伯たちは、13世紀半ば頃にはライン宮中伯を除いて他の諸侯に併呑されて姿を消した。このため、単に「宮中伯」（Pfalzgraf）といえばライン宮中伯のことを指すようになる。また、同時にその所領も「プファルツ」（ファルツ）と呼ばれるようになっていった。Pfalzgrafを「宮中伯」ではなく「（プ）ファルツ伯」と訳すこともあるが、「（プ）ファルツ（という土地）の伯」という意味ではない。
ライン宮中伯は選帝侯となり、その権利は1356年の金印勅書で明文化された。このため、「ファルツ」の「選帝侯」（Kurfürst）として、Kurfürst von der Pfalz（ファルツ選帝侯）と呼ばれるようになった。また、その所領（プファルツ選帝侯領）はKurpfarzと呼ばれるようになった。

## 歴史

### ヴィッテルスバッハ家以前
ローマ王コンラート3世の義兄弟であったシュターレック家のヘルマン3世がライン宮中伯であったが、ヘルマン3世に子がないために、妻の甥にあたるコンラート（皇帝フリードリヒ1世の異母弟）がその後を継いだ。しかし、子のフリードリヒが父に先立って1186年に死去し、コンラートも1195年に死去すると、娘アグネスの婿であるヴェルフェン家のハインリヒ5世に譲渡されてライン宮中伯として、プファルツ地方を統治することになった（プファルツ系ヴェルフェン家）。
しかし、1214年にハインリヒ5世の子であるハインリヒ6世が嗣子がないまま死去したことにより、ライン宮中伯のプファルツ系ヴェルフェン家は断絶し、ハインリヒ6世の妹アグネスの婿であるヴィッテルスバッハ家のオットー2世に譲渡された。

### ヴィッテルスバッハ家のライン宮中伯
オットー2世は後に父親のルートヴィヒ1世からバイエルン公位を相続している。その後の継承は複雑であるが、結局オットー2世の曾孫アドルフの子孫がライン宮中伯位と選帝権を保持する事となった。バイエルン公はアドルフの叔父ルートヴィヒ4世の子孫が継承、前者はプファルツ系ヴィッテルスバッハ家に、後者はバイエルン系ヴィッテルスバッハ家に分かれていった。
宗教改革においてライン宮中伯はカルヴァン派を支持、1608年にはプロテスタント諸侯を糾合してプロテスタント同盟を結成、1619年にはカトリックのハプスブルク家の支配を嫌うプロテスタントのボヘミア貴族からライン宮中伯フリードリヒ5世がボヘミア王に選出された。これが三十年戦争の始まりである。しかしフリードリヒ5世は1620年に白山の戦いで敗れ、母の実家のあるオランダに亡命した。
1623年、ライン宮中伯領は皇帝軍によって占領された。皇帝フェルディナント2世は宮中伯の位を、カトリック諸侯の領袖でありフリードリヒ5世と同じヴィッテルスバッハ家のバイエルン公マクシミリアン1世に与えた。金印勅書によって保護されている選帝侯の位を皇帝が剥奪し、勝手に授与したこの行為は、三十年戦争長期化の原因となった。
1648年、ヴェストファーレン条約により、フリードリヒ5世の子カール1世ルートヴィヒがライン宮中伯位に復帰、代わりにバイエルン公も選帝侯となった（正確には、ライン宮中伯の選帝侯位をバイエルンが引き継ぎ、ライン宮中伯は新設の第8の選帝侯となった）。また、バイエルンとライン宮中伯が同君連合した場合には、ライン宮中伯の選帝権は失われることとなった。
1685年、カール1世ルートヴィヒの子カール2世が亡くなると、カール2世には嫡子はなかったため、男系で遠縁のプファルツ＝ノイブルク公フィリップ・ヴィルヘルムが継承した。ドイツでは男系にのみ継承権があったのでこの継承には問題はなかった。しかし、伝統的にライン宮中伯はカルヴァン派であったが、フィリップ・ヴィルヘルムはカトリックである、という問題があった。また、フランス王ルイ14世はカール2世の妹婿にあたる自らの弟オルレアン公フィリップ1世の継承権を主張し、プファルツに軍を進めた。これに対し、神聖ローマ帝国の諸侯、スウェーデン、オランダ、スペインなどからなるアウクスブルク同盟諸国が対抗し、戦争となった（プファルツ継承戦争）。戦争の結果、フィリップ・ヴィルヘルムの子ヨハン・ヴィルヘルムはライン宮中伯位を保持（フィリップ・ヴィルヘルムは戦争中に死去、その他の戦争の結果についてはレイスウェイク条約を参照）。以降、プファルツは次第にカトリック化することとなった。
1742年、ヨハン・ヴィルヘルムの弟カール3世フィリップが死去したが嗣子がなく、ライン宮中伯位は再び遠縁のプファルツ＝ズルツバッハ公カール4世フィリップ・テオドールがライン宮中伯となった。1777年にバイエルン選帝侯マクシミリアン3世ヨーゼフが嗣子なく死去、バイエルン系ヴィッテルスバッハ家が断絶すると、カール4世フィリップ・テオドールはバイエルン選帝侯位をも継承した。これによりバイエルンとライン宮中伯の両ヴィッテルスバッハ家は統合され、ヴェストファーレン条約の規定によりライン宮中伯としての選帝侯位は消滅した。

### 選帝侯位消滅後のプファルツ
1777年以降、事実上バイエルンの一部となったプファルツであるが、1801年にバイエルン選帝侯マクシミリアン4世ヨーゼフが革命フランスにプファルツ全土を譲渡した（その後、南ドイツで領土を拡大し、1806年にバイエルン王マクシミリアン1世として即位する）。フランスはライン川の左岸をフランス領とし、右岸はバーデン辺境伯とヴュルテンベルク公に割譲された。1815年のウィーン会議により、フランス領であった左岸のみバイエルン王国の飛び地として編入された。この領域は、その他のライン左岸の地域と合わせ、連合軍軍政期の1946年にラインラント＝プファルツ州として再編され、現在に至っている。

## 歴代宮中伯一覧

### ロタリンギア宮中伯
- ビドガウ伯ヴィゲリヒ（在位：915年 - 922年） - アルデンヌ家
- ユーリヒガウ伯ゴットフリート（在位：940年頃）

#### エッツォーネン家
- ヘルマン1世痩身伯（在位：945年 - 994年）
- エッツォ（エレンフリード）（在位：994年 - 1034年）
- オットー1世（在位：1034年 - 1045年） - シュヴァーベン大公（2世）（在位：1045年 - 1047年）
- ハインリヒ1世狂気伯／修道士伯（在位：1045年 - 1061年）
- ヘルマン2世（在位：1045年 - 1085年）

### ライン宮中伯

#### ヴィッテルスバッハ家以前
- アルデンヌ＝ルクセンブルク家
  - ハインリヒ2世（在位：1085年 - 1095年） - ヘルマン2世の寡婦アーデルハイト（ヴァイマール＝オーラミュンデ伯オットー1世娘）と結婚
- アスカーニエン家
  - ジークフリート1世（在位：1095年 - 1113年） - ヘルマン2世の寡婦アーデルハイトの初婚の子
- カルフ家
  - ゴットフリート・フォン・カルフ（在位：1113年 - 1129年）
- アスカーニエン家
  - ヴィルヘルム（在位：1129年 - 1139年）
- バーベンベルク家
  - ハインリヒ3世宣誓公（在位：1139年 - 1142年）
- シュターレック家
  - ヘルマン3世（在位：1142年 - 1155年）
- ホーエンシュタウフェン家
  - コンラート（在位：1156年 - 1195年）
- ヴェルフェン家
  - ハインリヒ5世（在位：1195年 - 1211年）
  - ハインリヒ6世（在位：1211年 - 1214年）

#### ヴィッテルスバッハ家

##### 系統分化以前
- ルートヴィヒ1世（在位：1214年 - 1231年）
- オットー2世（在位：1231年 - 1253年）
- ルートヴィヒ2世（在位：1255年 - 1294年）

##### 系統分化後
- ルドルフ1世（在位：1294年 - 1319年）
- アドルフ（在位：1319年 - 1329年）
  - ルートヴィヒ4世 (神聖ローマ皇帝) （在位：1319年 - 1329年）
- ルドルフ2世（在位：1329年 - 1353年）

##### 選帝侯位獲得後
- ループレヒト1世（在位：1353年 - 1390年）
- ループレヒト2世（在位：1390年 - 1398年）
- ループレヒト3世（在位：1398年 - 1410年）
- ルートヴィヒ3世（在位：1410年 - 1436年）
- ルートヴィヒ4世（在位：1436年 - 1449年）
- フリードリヒ1世（摂政：1449年 - 1452年）（在位：1452年 - 1476年）
- フィリップ（在位：1476年 - 1508年）
- ルートヴィヒ5世（在位：1508年 - 1544年）
- フリードリヒ2世（在位：1544年 - 1556年）
- オットー・ハインリヒ（在位：1556年 - 1559年）

##### プファルツ＝ジンメルン家系
- フリードリヒ3世（在位：1559年 - 1576年）
- ルートヴィヒ6世（在位：1576年 - 1583年）
- フリードリヒ4世（在位：1583年 - 1610年）
- フリードリヒ5世（在位：1610年 - 1623年廃）
- （バイエルン公マクシミリアン1世のプファルツ支配：1623年 - 1648年）
- カール1世ルートヴィヒ（在位：1648年 - 1680年）
- カール2世（在位：1680年 - 1685年）

##### プファルツ＝ノイブルク家系
- フィリップ・ヴィルヘルム（在位：1685年 - 1690年）
（プファルツ継承戦争：1688年 - 1697年）
- ヨーハン・ヴィルヘルム（在位：1690年 - 1716年）
- カール3世フィリップ（在位：1716年 - 1742年）

##### プファルツ＝ズルツバッハ家系
- カール4世フィリップ・テオドール（在位：1742年 - 1799年）
1777年、バイエルン選帝侯位と統合。

##### プファルツ＝ツヴァイブリュッケン＝ビルケンフェルト家系
- マクシミリアン・ヨーゼフ（在位：1799年 - 1805年）
1806年、バイエルン王国が成立。